# Le Roi Lear (Olivier Py)
Pour l’article homonyme, voir Le Roi Lear.
Le Roi Lear est une pièce écrite entre 1603 et 1606 par William Shakespeare. Elle a été jouée pour la première fois le 26 décembre 1606. Après avoir traduit la pièce en français, Olivier Py mit en scène la pièce dans la Cour d'Honneur du Palais des papes d'Avignon le 4 juillet 2015, lors du Festival d'Avignon.

## Présentation du spectacle[1]
Distribution : Jean-Damien Barbin, Moustafa Benaïbout (Cornouailles, un messager), Nâzim Boudjenah (de la comédie-française), Amira Casar, Céline Chéenne (Réjane), Eddie Chignara (Kent), Matthieu Dessertine (Edgar), Émilien Diard-Detoeuf (Oswald, Bourgogne), Philippe Girard (Lear), Damien Lehman (France), Thomas Pouget (Écosse, un serviteur, un vieil homme), Laura Ruiz Tamayo (Cordélia) et Jean-Marie Winling (Gloucester).
Les collaborateurs et les techno-artistiques sont Pierre-André Weitz pour les décors, les costumes et le maquillage, Rémi Berger s'occupe du son et Bertrand Killy des éclairages.
Musique : Prélude numéro 6 de Frédéric Chopin / Sonate numéro 2 de Salvador Sciarrino, Ouragan de Philippe Hersant / Partiels de Gérard Grisey (musique enregistrée) / Okanagon de Giacinto Scelsi (musique enregistrée) / Due notturni crudeli numéro 2 de Salvador Sciarrino / Makrokosmos 1 de George Crumb / Sonate numéro 6 de Galina Oustvolskaïa / Sonate numéro 2 de Giacinto Scelsi / Musica ricercata numéro 2 de György Ligeti / Thrène à la mémoire des victimes d'Hiroshima de Krzysztof Penderecki (musique enregistrée) / Makrokosmos 11 de George Crumb / Quattro pezzi su nota sola numéro 4 de Giacinto Scelsi (musique enregistrée) / La Lande de Philippe Hersant / Les musiques en direct sont interprétées au piano par Damien Lehman.

## Critiques de presse
Le 4 juillet 2015, Olivier Py ouvre le feu du festival d'Avignon avec Le Roi Lear. Monter Shakespeare est, selon lui, un besoin : de son intelligence, de la beauté poétique de ses écrits, mais aussi de sa clairvoyance politique, « Shakespeare nous montre ce que nous allons devenir si nous renonçons aux idéaux de l'humanisme ».
Mais ce dernier divise le public : Olivier Py s'est attiré des huées, mais aussi des applaudissements lors du premier samedi soir dans la Cour d'Honneur du Palais des Papes. Il a voulu restituer « la déflagration de la violence dans le monde moderne, à travers la tragédie de ce roi déchu, qui prend toutes les mauvaises décisions et en paie le prix jusqu'à la folie ».
Selon certains critiques, Olivier Py serait ainsi victime de ne pas vouloir prendre une seule direction et de la suivre. Ils lui reprochent de n'être « ni vraiment drôle, ni tout à fait dramatique » et d'être finalement « assez tiède ».
De plus, la division s'opère sur la traduction de Py lui-même qui, pourtant, ajoute un intérêt nouveau au texte. Certains y entendent de la vulgarité, quand d'autres y entendent une adaptation de Shakespeare au monde moderne de Py. Il est peu probable en effet, qu'il ait lui-même écrit "ouille, ouille, ouille, j'ai la nouille qui me chatouille" ou bien "le diable m'honore le cul", hurlé par un Edgar nu, au bord de la folie noire, en se tapant les fesses avec violence. Ces choix, il faut le souligner, ne trahissent pas forcément l'intention première de l'auteur qui jouait aussi et surtout devant la populace anglaise du début du XVIIe siècle.
Enfin, le dernier reproche concerne le spectacle jugé "long, pesant et finalement assez fade". Pourtant, Olivier Py réussit la prouesse de faire du Roi Lear, une alternance de moments forts et d'ennuis pesants.
Fleur Pellerin, ministre de la Culture, dit qu'elle fait partie des « pour » parce que c'est la vocation du spectacle vivant de ne pas être tiédasse. Selon la ministre, le théâtre doit faire réagir, choquer, interpeller. La traduction d'Olivier Py, très actuelle, utilise du vocabulaire contemporain, ce qui est dans l'esprit de Shakespeare car il y a dans les pièces de l'anglais cette trivialité, cette grossièreté, cette violence que l'on retrouve dans son nouveau texte.